# 彭士奇
彭士奇（16世紀—1642年10月8日），字帝牧，廣東肇慶府高要縣人，明朝政治人物。

## 生平
彭士奇是崇禎六年（1633年）廣東鄉試舉人，授河南開封府通判。崇禎十五年（1642年）四月李自成包圍開封，左良玉、丁啟睿、楊文岳等援軍失利無法救助，他和高名衡、陳永福、梁炳、蘇壯、吳士講、蘇茂灼、黃澍死守半年，糧食耗盡；八月時彭士奇征取民戶餘糧，命令有糧者立刻隨行，士兵敢拿取人民金錢者即處死。
九月十六日夜半，黃河決堤，開封失陷，他和蘇茂灼都溺死，次年（1643年）十二月朝廷下詔加二級，追贈光祿寺少卿，恩蔭其子彭連入監，清朝乾隆四十年（1775年）賜諡節愍，入祀忠義祠。

## 引用
1. 1 2  道光《高要縣志·卷二十·列傳一》：彭士奇，字帝牧 採訪冊 ，由鄉舉授開封通判 《明史》忠義傳 ，崇禎十四【十五】年闖賊李自成決黃河灌城不克，其時賊三圍開封，左良玉、丁啟睿、楊文岳諸援帥皆失利不至，人死守踰半載，而城中食已盡。八月括糧於民戶，士奇命有糧者立與直隨行，兵吏敢取民一錢者死；九月十六日河水大至，城遂陷，士奇死之，明年十二月詔加二級 《守汴日志》 ，贈光祿寺少卿，蔭子連入監 採訪冊 ，國朝乾隆四十年賜諡節愍，祀忠義祠。 《勝朝殉節諸臣錄》
2. ↑  道光《高要縣志·卷十六·選舉錄一》：舉人……彭士奇 崇禎六年科，官開封通判，死節，贈光祿寺少卿
3. ↑  《明史·卷二百六十七·列傳第一百五十五》：（崇禎）十五年四月（李自成）復至開封……七月，河上之兵潰。……城中食盡，（高）名衡、（陳永福）偕監司梁炳、蘇壯、吳士講，同知蘇茂灼，通判彭士奇，推官黃澍等守益堅。……九月癸未望，夜半，二口並決。……茂灼、士奇久餓不能起，並溺死。